# Стаффордшир-Мурлендс
Стаффордшир-Мурлендс (англ. Staffordshire Moorlands) — неметрополитенский район (англ. non-metropolitan district) в церемониальном графстве Стаффордшир в Англии. Административный центр — город Лик.

## География
Район расположен в северной части графства Стаффордшир, граничит с графствами Чешир и Дербишир.

## Состав
В состав района входят 3 города:
- Биддалф[англ.]
- Лик
- Чедл[англ.]

и 39 общин (англ. Civil parish)